# 蒂婭·馮·哈布
蒂婭·馮·哈布（Thea von Harbou，1888年12月27日—1954年7月1日）是一位德國編劇、小說家、電影導演和演員。她是科幻經典電影《大都會》（1927年）的編劇，也是1925年同名小說的作者。在電影從無聲電影過渡到有聲電影的時期，馮·哈布與她的丈夫、電影導演弗里茨·朗合作擔任編劇。

## 生平
1906年首次亮相後，蒂婭·馮·哈布認識演員魯道夫·克萊因-羅格，並在第一次世界大戰期間與他結婚。1917年，她和克萊因-羅格搬到了柏林，蒂婭·馮·哈布在那裡發展作家生涯。她熱衷於創作帶有明顯民族主義色彩的史詩神話和傳說 。一位歷史學家評論：「她的小說充滿愛國情懷，鼓舞士氣，鼓勵女性犧牲和責任，同時宣揚祖國的永恆榮耀」。
她第一次與電影接觸是德國導演喬·梅決定改編她的小說《聖辛普利齊亞》。從那一刻起，“她的小說創作速度慢了下來。很快，她就成為德國最著名的電影編劇之一，這不僅是因為她與弗里茨·朗的合作，還因為她為F·W·茂瑙、卡爾·西奧多·德萊葉、埃瓦爾德·安德烈·都彭和其他德國傑出人物撰寫劇本”。
隨著1933年阿道夫·希特勒上台，德國電影開始被用於宣傳目的。蒂婭·馮·哈布對新政權十分忠誠。1934年左右，即納粹黨上台一年後，她主動編寫並執導了兩部電影：《伊莉莎白與白痴》（Elisabeth und der Narr）和《漢內萊斯的天空》（Hanneles Himmelfahrt）。然而，她對導演的經歷並不滿意，在此期間她仍然是一位多產的編劇。「在每部電影都是『國家電影』的政權下，蒂婭·馮·哈布為大約26部電影撰寫了劇本，同時為無數其他電影提供了未署名的協助，其中包括幾部具有無可爭辯的國家社會主義世界觀的電影」。
1939年第二次世界大戰爆發，她的丈夫艾伊·滕杜爾卡（Ayi Tendulkar）被迫離開德國，他們的婚姻也隨之結束。在馮·哈布的祝福下，艾伊·滕杜爾卡追求了印度女子因杜瑪蒂·古納吉（Indumati Gunaji）並與之結婚，1953年，因杜瑪蒂·古納吉曾與蒂婭·馮·哈布碰面。

## 私生活

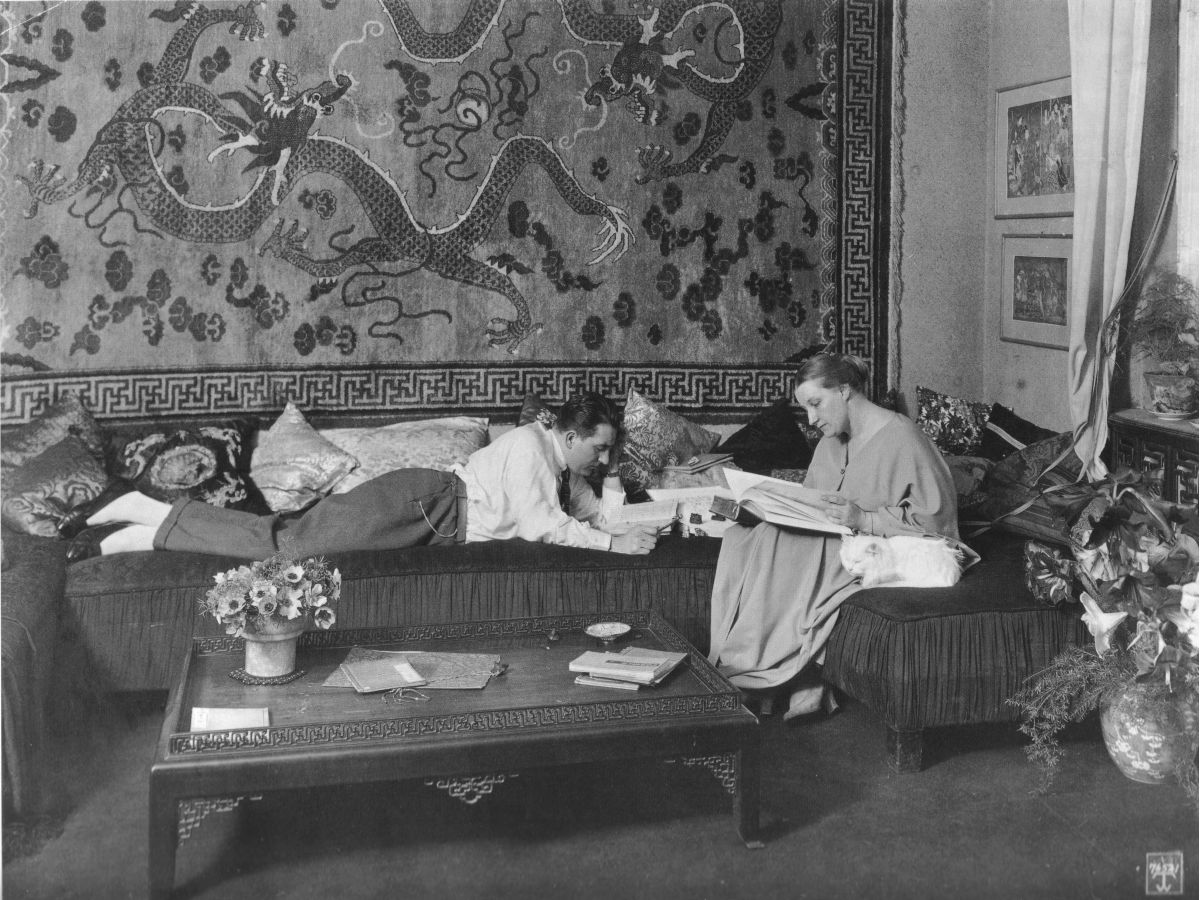
弗里茨‧朗與蒂婭·馮·哈布

蒂婭·馮·哈布與弗里茨·朗結婚後不久，就養成了公開追求年輕女性的習慣，但儘管如此，他們仍然是一對幸福的夫妻，擁有一個幸福的家，對普通人來說，這個家就像一個小型的異國藝術博物館。隨後，在拍攝《馬布斯博士的遺囑》期間，弗里茨·朗發現蒂婭·馮·哈布與小17歲的印度記者兼學生艾伊·滕杜爾卡睡在一起。
1933年4月20日，朗與馮·哈布正式離婚後，兩人逐漸失去了聯繫。離婚後不久，馮·哈布與阿伊·滕杜爾卡秘密結婚，因為納粹政權不允許公眾人物與深色皮膚的印度人結婚。

## 外部連結
- 蒂婭·馮·哈布作品的电子书格式  - Standard Ebooks
- 蒂婭·馮·哈布在互联网电影资料库（IMDb）上的資料（英文）
- 網路推理小說資料庫上的蒂婭·馮·哈布
- Thea von Harbou at the Women Film Pioneers Project